# بروس بابيت
بروس إدوارد بابيت (بالإنجليزية: Bruce Edward Babbitt)‏ (ولد في 27 يونيو 1938) هو محامي وسياسي أمريكي من ولاية أريزونا. وكان بابيت عضوا في الحزب الديمقراطي وشغل منصب الحاكم السادس عشر لولاية أريزونا في الفترة من 1978 إلى 1987، وشغل منصب وزير الداخلية الأمريكي من عام 1993 حتى عام 2001.
فاز بابيت بانتخابات نائب عام ولاية أريزونا بعد تخرجه من كلية الحقوق بجامعة هارفارد. أصبح حاكم ولاية أريزونا بعد وفاة سلفه ويسلي بولين. فاز بابيت بالانتخابات لفترة كاملة في عام 1978، وفاز بإعادة انتخابه في عام 1982. وساعد في تأسيس مجلس القيادة الديمقراطية وسعى لنيل ترشيح الحزب الديمقراطي في انتخابات الرئاسة الأمريكية عام 1988، لكنه انسحب من السباق بعد أول مجموعة من الانتخابات التمهيدية.
بعد حملته الرئاسية، عمل بابيت رئيسا لجمعية ناخبي حفظ الطبيعة. شغل منصب وزير الداخلية طوال مدة رئاسة بيل كلينتون. أراد كلينتون ترشيح بابيت ليدخل المحكمة العليا بعد الفراغ بسبب وفاة القضاة في عامي 1993 و 1994. وبعد ترك منصبه العام في عام 2001، أصبح بابيت محاميا في مؤسسة لاثام أند واتكينز.

## التعليم
تعلم في نوتردام، وكلية هارفارد للحقوق.

## روابط خارجية
- بروس بابيت على موقع الموسوعة البريطانية (الإنجليزية)
- بروس بابيت على موقع مونزينجر (الألمانية)
- بروس بابيت على موقع إن إن دي بي (الإنجليزية)